# サンラモン (カリフォルニア州)
サンラモン（San Ramon）は、アメリカ合衆国カリフォルニア州のコントラコスタ郡にある都市。人口は8万4605人（2020年）。サンフランシスコ・ベイエリア内の郊外都市である。

## 概要
1983年に誕生した比較的若い都市である。
オークランドの東30キロメートルに位置しており、北にディアブロ山を望む。街は計画的に造られており緑地がふんだんにある。富裕層の住民が多い。
サンラモンには国際石油資本のシェブロンが本社を置いている。他にもAT&T、UPS、バンク・オブ・ザ・ウェスト、米国トヨタ自動車販売などの企業の事業所がある。これらはビジネスパークの中にまとまって立地している。
2020年アメリカ合衆国国勢調査によれば、市の人口の約50パーセントは

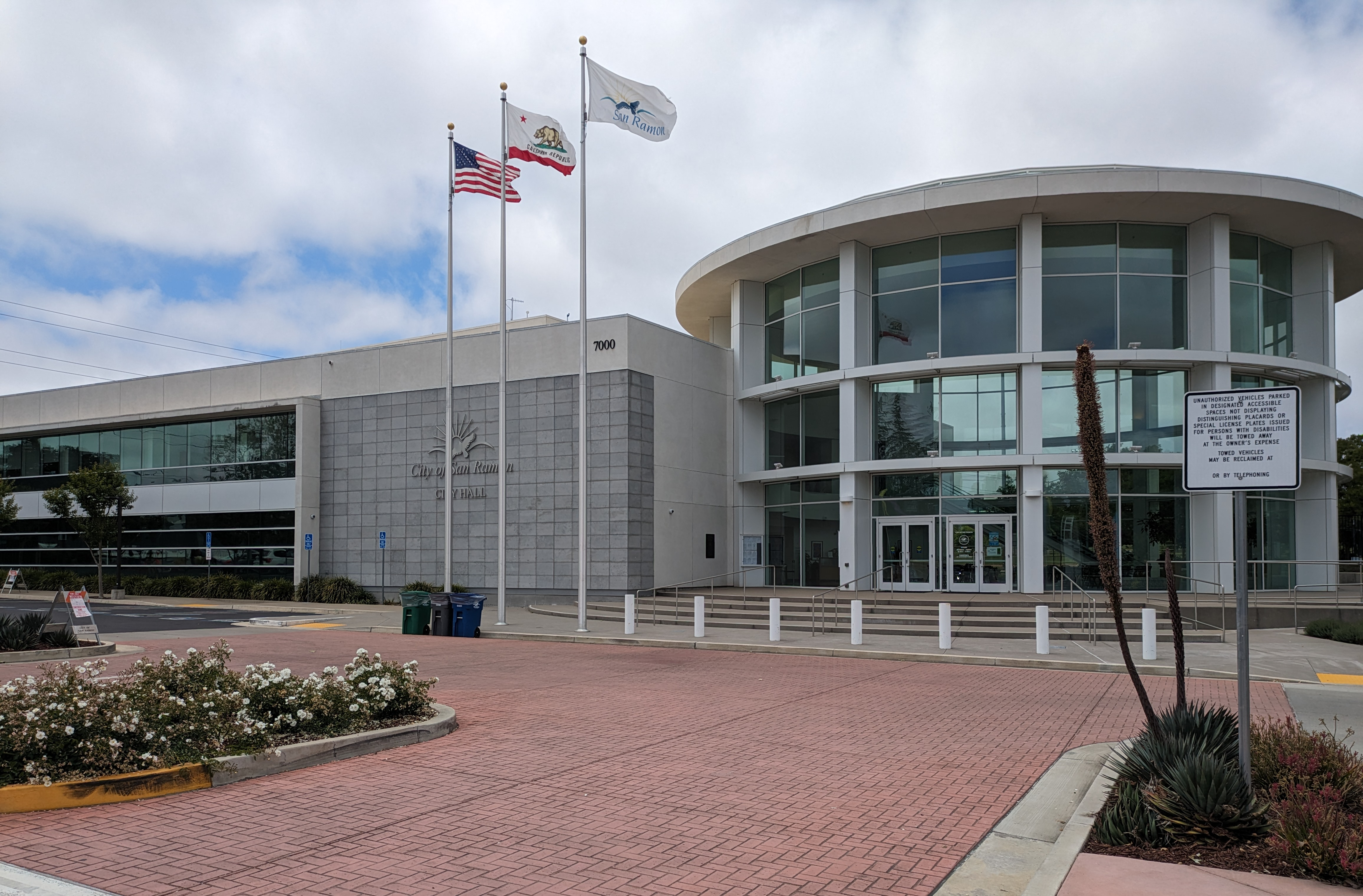
市役所

アジア系アメリカ人だった。